# Metalectra praecisalis
Metalectra praecisalis är en fjärilsart som beskrevs av Jacob Hübner 1823. Metalectra praecisalis ingår i släktet Metalectra och familjen nattflyn. Inga underarter finns listade i Catalogue of Life.